# MAN MPE 4500
MAN MPE 4500, також MAN MPE 4500/BBC — німецький високопідлоговий тролейбус середньої місткості, що випускався компанією M.A.N. у різних кузовах з електрообладнанням компанії «BBC» (зараз — входить до складу Siemens AG). Було випущено принаймні 10 екземплярів, які працювали у місті Еслінген. Можливо, були і інші екземпляри цього тролейбуса, проте дані про такі машини вже, на жаль, не збереглися.
Збірка тролейбусів відбувалася у 1944 році на заводі M.A.N. у Нюрнберзі.

## Опис
MAN MPE 4500 являє собою високопідлоговий тролейбус середньої місткості. Цей тролейбус має довжину усього лише 9 метрів, утім такі машинки не були рідкістю у Німеччині у 1940-х—1950-х роках, адже у деяких німецьких тролейбусних системах вони цілком справлялися з пасажиропотоками, тому більших машин і не потребувалося. MAN MPE 4500 відносився до Normgröße I (тобто машина довжиною менше 10 метрів).
Тролейбус побудований на спеціальному рамному тролейбусному шасі компанії M.A.N. , на які встановлювалися кузови виробництва фірм Schumann, Kassbohrer, Vetter, і Reutter (один екземпляр). Основним несівним елементом конструкції була сталева лонжеронна рама, що складалася з двох лонжеронів, кількох поперечин, а також мала кронштейни для кріплення кузова та агрегатів. Нічого дивного у тому, що тролейбуси випускалися у різних кузовах немає — усе залежало від замовлення, так само як вибір електрообладнання, яке могло поставлятися зі щонайменше 4 фірм (як правило, на німецьких тролейбусах тих років було електрообладнання Kiepe Electrik, BBC, SSW (Siemens) i AEG.). При побудові тролейбуса були застосовані наступні кузови:
- Schumann, довжина становила 9,00 метра, місткість — 55-60 чоловік.
- Kassbohrer, довжина становила 9,15 метра, місткість — до 62 чоловік.
- Vetter, довжина 9,25 метра, місткість — до 68 чоловік.
- Reutter, один екземпляр, довжина 9,?? метра, місткість — до 61 пасажира.

Усі ці кузови були суцільнометалевими, а обшивка виконувалася зі сталевих листів. За характерну кутувату форму, як і деякі інші тролейбуси, MAN-и були вдало прозвані «коробочками». Кузови Schumann, Kassbohrer i Reutter були доволі подібні між собою, і мали дві двері, що зсувалися вручну. Vetter'івські кузови мали сучасніший вигляд: у них збільшено площу оскління, з'явилися зсувні кватирки (у інших вікна просто зсувалися), а також автоматичні двері з пневматичним приводом.
На тролейбус встановлювалося електрообладнання фірми Brown, Boveri & Cie. Тролейбус комплектувався тяговим двигуном BBC GLM-1273 (досить поширений двигун у німецьких тролейбусів марки MAN, Henschel, Mercedes-Benz та ін.), що також випускався у Італії електротехнічною компанією TIBB, і встановлювався на тролейбуси марки «Alfa Romeo», і, можливо, деякі інші. Двигун мав потужність у 85 кіловат. Він розміщувався у колісній базі і передавав обертовий момент на задні ведучі колеса. Передаточне число заднього моста — 9,94. З мотором BBC GLM-1273 тролейбус міг розвинути швидкість до 50 км/год. Система керування електродвигуном була реостатно-контакторною марки BBC, контакторна панель розміщувалася у передньому звісі, а блок з пуско-гальмівними опорами був під підлогою салону.
До салону тролейбуса вели дві ручні (у кузовів Vetter — дві автоматичні) двері. Салон був виконаний доволі просто: сидіння були виконані з дверева, проте цілком якісно і аккуратно, внутрішня обшивка салону була виконана з пластику і фанери, а підлога — з дерева, також у підлозі були люки для обслуговування двигуна та інших агрегатів з салону. Поручні були обладнані підвісними ручками. У задньому звісі був накопичувальний майданчик. Усього тролейбус міг перевозити 55—68 чоловік.

## Експлуатація
Тролейбуси цієї моделі експлуатувалися у місті Есслінген у кількості 10 штук. Вони прибули у місто у липні 1944 року, і отримали номери від 1 до 10 (пізніше їх перейменували у 51—60). Тролейбуси MAN MPE 4500 також могли працювати з причепами, використовувалися причепи Kassbohrer PA-5, довжиною 6,6 метра.
Один з тролейбусів унаслідок бомбардування був сильно розбитий, і близько 1950 року він отримав новий кузов від Reutter. Усі машини у 1950-х роках пройшли невелику модернізацію. Ресурс цих машин становив близько 10 років, однак завдяки якісній збірці машини слугували 20 років і більше. Списувати машини почали наприкінці 1950-х років, один MAN був списаний через ДТП (відновленню не підлягав). Причиною списання була недостатня потужність двигуна, а також невелика пасажиромісткість (60—65 чоловік порівняно зі 100 у Henschel-UHIIIs), до того ж, тролейбуси вже просто випрацювали свій ресурс. Останню машину було списано у 1969 році, і здано в металобрухт. На жаль, жоден тролейбус до нашого часу не зберігся.
| Тролейбус        | Роки випуску | Роки поставок | Бортові номери | Час списання | Теперішній стан |
| ---------------- | ------------ | ------------- | -------------- | ------------ | --------------- |
| MAN MPE 4500/BBC | 1944         | 1944          | 1-10 (51-60)   | 1957-1969    | списані         |

## Це може бути цікаво
Нижче наведені деякі моделі німецьких тролейбусів:
| - MAN MPE I - MAN-Sodomka-Siemens - MAN MKE 2 - MAN MKE 3 - ÜHIIIs - ÜHIIs | - Kriegseinheitsobus - Mercedes-Benz O-B - Mercedes-Benz O6000T - Siemens/Daimler-Benz 45-47 - AEG HS 56 - Bussing ÜBIVs | - Lowa W602 - Henschel HS 6500 - Bussing O306 |